# Norra Skrävlinge
Norra Skrävlinge är kyrkbyn i Norra Skrävlinge socken belägen i Torrlösa socken i Svalövs kommun i Skåne. Orten ligger intill riksväg 17 och ungefär halvvägs på den 6 km långa sträckan mellan Teckomatorp i väster och Marieholm i öster.
Norra Skrävlinge kyrka ligger här.